# Donji Turni
Donji Turni su naselje u Hrvatskoj u sastavu Grada Delnica. Nalaze se u Primorsko-goranskoj županiji.

## Zemljopis
Zapadno je Raskrižje Tihovo. Jugozapadno su Delnice, Marija Trošt, Gornji Turni, izvor rječice Kupice, park šuma Japlenški vrh je zapadno i jugozapadno. Sjeverno je Gornje Tihovo i Velika Lešnica, sjeveroistočno su Donje Tihovo, Mala Lešnica i Skrad. Južno jugoistočno je Dedin, jugoistočno su Podstena, Kupjak i Zalesina. Istočno je geomorfološki rezervat Vražji prolaz i Zeleni vir i Podstena.

## Stanovništvo
| broj stanovnika | 26    | 21    | 22    | 22    | 12    | 10    | 4     | 10    | 8     | 10    | 5     | 3     | 2     |       |       |       |       |
|                 | 1857. | 1869. | 1880. | 1890. | 1900. | 1910. | 1921. | 1931. | 1948. | 1953. | 1961. | 1971. | 1981. | 1991. | 2001. | 2011. | 2021. |